# Mohammed Al-Modiahki
Mohammed Ahmed Al-Modiahki (né le 1er juin 1974 au Qatar) est un joueur d'échecs qatarien. Il est le premier joueur au Qatar à obtenir le titre de grand maître international du jeu d'échecs.
En 2001, il se marie avec Zhu Chen, grand maître international chinoise, qui joue à présent pour le Qatar.